# Фетяска Альба
Фетя́ска (рум. fetească) — сорт винограду і вино з цього сорту. Батьківщина сорту — Угорщина. Поширений в Молдові, Румунії і Україні.

## Сорт
Цей сорт згадується в асортименті молдавських виноградників з середини XVI століття. Фетяска відноситься до ранніх сортів. Середньостійка до грибкових захворювань і нестійка до філоксери, порівняно непогано переносить низькі температури, але пошкоджується весняними заморозками. Дає високий урожай — мінімум 10–12 тонн з гектара.

## Вино
Майже всі молдавські виноробницькі компанії в своєму асортименті вин пропонують «Фетяску». У знаменитому підземному винному місті комбінату «Кріково» є вулиця з такою назвою, але в наш час[коли?] вино «Фетяска» там не роблять через відсутність сировини. Фетяска — це один з найтехнологічніших сортів, використовується для приготування високоякісних столових і шампанських вин. За своїми характеристиками близький до європейських сортів. У ароматі вина присутній персик, абрикос, квіти.